# Noé Hernández Álvarez
Noé Hernández Álvarez (Atitalaquia, Hidalgo, Mèxic; 10 de novembre de 1969) és un actor mexicà. Després dels seus estudis d'Art Dramàtic en la Universitat Autònoma de l'Estat de Mèxic, es va convertir en professor de secundària i va fundar un grup de teatre experimental. Després de mudar-se a la Ciutat de Mèxic, li van oferir petits papers en diverses pel·lícules, incloses Propiedad ajena i Sin nombre. El seu primer paper principal va ser Lino Valdez a Miss Bala, guanyant reconeixement popular i obtenint una nominació per a un Premi Ariel al millor actor.
Hernández va ser elogiat pel seu paper de Canelita en la pel·lícula La Tirisia (2014) i va guanyar el Premi Ariel al millor actor de repartiment. També va aparèixer a les sèries de televisió Crónica de Castas i La Hermandad. Per la seva actuació a la pel·lícula El más buscado va rebre una nominació a Diosa de Plata com a Millor Actor de Repartiment. Va rebre un major reconeixement per interpretar al líder de la colla Martín en la pel·lícula mexicana 600 millas, per la qual va guanyar un segon Premi Ariel al Millor Actor de Repartiment en 2016. Pel seu paper protagonista en la pel·lícula Ocho de cada diez va rebre el Premi Ariel al millor actor.

## Biografia
Noé Hernández Álvarez va néixer el 10 de novembre de 1969 en Atitalaquía, Hidalgo, és fill de pares pagesos. Va estudiar Arts Dramàtiques en la Universitat Autònoma de l'Estat de Mèxic. stava a punt d'inscriure's per a ser advocat, però va canviar d'opinió en l'últim minut després de fullejar el fullet de l'escola ja que solia actuar en producció teatral mentre era a l'escola secundària. Després de graduar-se en 1994, es va convertir en mestre de secundària per set anys en Toluca i al mateix temps va fundar un grup de teatre experimental, després es va mudar a la Ciutat de Mèxic ja que volia actuar en pel·lícules.

## Carrera cinematogràfica

### Carrera inicial i primer paper principal aMiss Bala
Hernández va passar tres anys assistint a tres o quatre convocatòries de càsting setmanals, fins que va signar un contracte per a fer un comercial i després un petit paper en la pel·lícula Propietat Aliena en 2007. A l'any següent, va tenir el seu primer paper secundari en la pel·lícula Espiral (2008) i després un paper de 40 segons en la pel·lícula Sin nombre, dirigida por Cary Fukunaga. Després va aparèixer en papers secundaris en les pel·lícules Vaho (2010), Somos lo que hay(2010) i El infierno (2010).
Durant el rodatge de Sin nombre, Hernández va conèixer al cineasta Gerardo Naranjo, qui anys després li va oferir el paper protagonista a Miss Bala,escrita per Naranjo y Mauricio Katz, i que tracta sobre una concursant de concursos de bellesa, interpretada per Stephanie Sigman, que és testimoni d'un assassinat i després és segrestada per un líder d'una colla anomenat Lino Valdez (Hernández) que l'usa per a fins criminals. Des de la seva primera trobada, fins i tot durant el procés de càsting, Sigman i Hernández van tenir una gran química enfront de la cambra, segons va declarar l'actor a la revista Gatopardo: "entre nosaltres hi havia alguna cosa ... Stephanie sempre va ser triada amb nois macos i després jo vaig venir amb aquesta cara. Crec que immediatament ens vam ficar en el paper que cadascun de nosaltres havia d'interpretar". Naranjo volia que els actors reaccionessin a la situació, en lloc d'aprendre el guió paraula per paraula. El procés va ser dur per a Hernández, ja que volia analitzar la psicologia del seu personatge i allunyar-se dels estereotips narco creant un Valdez "sense crucifixos, ni cadenes d'or, ni pistoles". La pel·lícula va ser seleccionada per a representar a Mèxic en la categoria de Millor Pel·lícula en Llengua Estrangera als 84è Premis Oscar i va rebre tres nominacions a la LIVa edició dels Premis Ariel, per millor pel·lícula, millor director (Naranjo) i millor actor per a Hernández.

### Segon paper protagonista aChaláni paper premiat aLa Tirisia
Eln 2012, Hernández es va unir al repartiment de Colosio: El asesinato, i la pel·lícula per televisió Chalán, i dirigida per Jorge Michel Grau. En Rambler, va interpretar a Alan, conductor i assistent d'un diputat federal, i aquest paper va ser la seva oportunitat per a interpretar un paper diferent del dels vilans de pel·lícules anteriors, com li va dir a El Informador: "Tracte de cuidar la meva carrera, no estar involucrat en cap projecte, i quan vaig obtenir aquest paper, em va agradar molt. És un personatge completament diferent del qual estava fent abans, com a Miss Bala o El Infierno.. Aquests són els reptes que m'agraden, els que no t'encasellen, permetent-te donar-li un gir al teu treball. Personatges vius i ben formats".
Hernández va fitxar per a interpretar a Canelita, la millor amiga gai de Cheba (Adriana Paz) en La Tirisia, pel·lícula escrita, produïda i dirigida per Jorge Pérez Solano (2014). La trama, inspirada en un terme popular anomenat tirisia (que significa "una tristesa perpètua definida com 'la mort de l'esperit'"), es desenvolupa a la regió Mixteca de Mèxic i se centra en dues dones (Paz i Gabriela Cartol) que van quedar embarassades de Sylvestre (Gustavo Sánchez Parra). Quan l'espòs separat de Cheba torna a la ciutat, la troba sumida en una profunda depressió ja que va haver de donar a llum a un nounat (el fill de Sylvestre). Hernández es va mostrar poc inclinat a assumir el paper i la preparació tampoc va ser fàcil per al director, segons va explicar a més a la revista Cine Toma: "Em va alegrar que un actor com Noè Hernández, que de sobte queia en l'estereotip de dur, fort, pinxo, indi dolent, va accedir a interpretar aquest paper. Al principi, tots dos ens esforcem una mica. Per a mi, acceptar-ho físicament i que ell acceptés el personatge i el construís, però crec que va ser un experiment que va sortir bastant bé".
Hernández li va dir a El Universal: "el director em va dir: volies un desafiament actoral i actuar per a deixar de fer els mateixos papers violents, això és, pren-ho". La pel·lícula no es va exhibir en cinemes comercials a Mèxic ja que la distribució era costosa; En canvi, La Tirisia va ser projectat en festivals de cinema com el Festival Internacional de Cinema de Chicago, Festival Internacional de Cinema de Tessalònica i Festival de Cinema Llatinoamericà de Tolosa de Llenguadoc, i més tard va tenir una exposició d'un mes i mitjana a la casa d'art Cineteca Nacional de Mèxic. Hernández va rebre elogis de la crítica per la seva actuació. Jaime López Blanco de la revista Sputnik el va trobar "exquisit com 'Canelita', ja que demostra el seu encant i el seu talent còmic, mostrant un treball totalment oposat al seu anterior treball, Miss Bala ". En els Premis Ariel de 2015, Hernández va rebre el premi al Millor Actor de Repartiment pel seu paper en la pel·lícula. Després de guanyar el premi l'actor va lluitar per trobar nous rols, va considerar retirar-se de l'actuació i tornar a la seva ciutat natal per treballar als camps del camp, explicant a El Informador: "Clar que estic encantat, a qui no li agrada guanyar premis? Els premis estimulen l'ego, però el que realment vull és que es puguin transformar en oportunitats de treball més sòlides i personatges complexos, bons rols i papers principals. Aquest any només vaig tenir convocatòries de cinc dies per a personatges petits; el premi realment no em va ajudar molt, esperem que enforteixi la meva carrera i generi més oportunitats”. En aquest moment, un projecte amb el director Nacho Ortíz va fracassar i altres quatre pel·lícules coprotagonitzades per Hernández no es van distribuir a Mèxic. "Afortunadament no estic casat, tinc un fill al qual ajudo moderadament i cada mes tracto de sobreviure. A vegades dic: "Tinc ingressos per a pagar el lloguer durant tres mesos, puc aguantar una mica, però després em començo a preocupar i dic el temps s'acaba i què puc fer". Aquesta situació ha estat bastant difícil per a mi ”, va dir l'actor a El Universal.

### 600 millasi segon premi Ariel
Dues pel·lícules protagonitzades per Hernández es van estrenar en 2015, entre elles Hilda i El más buscado, i l'actor va ser nominat a una Diosa de Plata com a Millor Actor de Repartiment per aquesta última pel·lícula. El mateix any es va unir al cineasta Gabriel Ripstein en el seu debut com a director amb 600 millas, produïda per Ripstein i el director mexicà Michel Franco.
El guió, de Ripstein i Issa López, es va inspirar en l'escàndol de pistoles de l’ATF. En la pel·lícula, el contrabandista d'armes Arnulfo Rubio (Kristyan Ferrer) treballa per a un càrtel mexicà dirigit pel seu oncle Martín. L'agent de l'ATF Hank Harris (Tim Roth), que intenta arrestar-lo, és segrestat per Rubio per portar-lo als seus caps; durant el viatge de 600 milles (970 km), es van fer amics. 600 Millas es va estrenar en la Secció Panorama del 65è Festival Internacional de Cinema de Berlín, es va estrenar en 150 pantalles a Mèxic el 4 de desembre de 2015 i va ser seleccionada per a representar al país en els 88 Premis Oscar en la categoria Millor Pel·lícula en Llengua Estrangera. Casualment, La Tirisia, la pel·lícula anterior d'Hernández, va ser seleccionada per a representar al país en els Premis Goya a la Millor Pel·lícula Estrangera de Llengua Espanyola en Espanya. El 2016, 600 Miles va rebre 13 nominacions a la LVIII edició dels Premis Ariel, i Hernández va guanyar el seu segon premi consecutiu com a Millor Actor de Repartiment.

### Papers de TV iLos Inquilinos
Després del seu pas per la primera temporada de la sèrie de televisió Crónica de castas, Hernández va accedir a ser el vilà de La Hermandad, sèrie desenvolupada per Claro Vídeo, dirigida per Carlos Bolado i coprotagonitzada per l'actor colombià Manolo Cardona i l'actriu espanyola Paz Vega. Sobre el seu paper (Pedro Castro - cap de policia), l'actor li va dir a Associated Press: "És un vilà molt particular. No li agrada veure sofrir a la gent, així que en lloc de torturar-los, els mata ràpid". El actor també va filmar a Guadalajara, Los Inquilinos, interpretant a un conserge en un complex multifamiliar on ocorren una sèrie de fets sobrenaturals. La pel·lícula també presenta als actors mexicans Erick Elías i Danny Perea. Sobre el seu rol i el gènere del thriller, Hernández va afirmar: “És un gènere poc comú a Mèxic i des del poc que l'he vist cau en clixés, efectes de riure i creació de petits monstres. El que em va atreure d'aquesta pel·lícula va ser el guió, és un thriller psicològic que et porta a la base: circumstàncies que poden succeir tots els dies, però que també tenen un aire de thriller ”. En 2018 es va unir a diversos actors en el vídeo musical de Banana Papaya, una cançó interpretada per Kany García i Residente.

## Filmografia

### Pel·lícules
| Any  | Títol                                               | Paper                 | Notes                                                       | Ref.   |
| ---- | --------------------------------------------------- | --------------------- | ----------------------------------------------------------- | ------ |
| 2007 | Propiedad Ajena                                     | Capatàs               |                                                             | [ 25 ] |
| 2008 | Espiral                                             | Macario               |                                                             |        |
| 2009 | Sin nombre                                          | Resistol              |                                                             | [ 25 ] |
| 2009 | Tres Piezas de Amor en un Fin de Semana             | Roberto               |                                                             | [ 25 ] |
| 2009 | Vaho                                                | El Monstruo Indalecio |                                                             | [ 25 ] |
| 2010 | Somos lo que hay                                    | -                     |                                                             | [ 25 ] |
| 2010 | El infierno                                         | El Sardo              |                                                             | [ 25 ] |
| 2010 | El Baile de San Juan                                | Juvenal               |                                                             | [ 25 ] |
| 2011 | Miss Bala                                           | Lino Valdez           | Nominat -Premi Ariel al millor actor.                       |        |
| 2012 | Colosio: El asesinato                               | Rigo                  |                                                             | [ 25 ] |
| 2012 | Chalán                                              | Alan                  |                                                             | [ 26 ] |
| 2012 | En el Ombligo del Cielo                             | Gualberto             |                                                             |        |
| 2013 | Cinco de Mayo: La Batalla                           | Benito Juárez         |                                                             | [ 27 ] |
| 2013 | Acción en Movimiento                                | -                     |                                                             | [ 25 ] |
| 2014 | César Chavez                                        | Juan de la cruz       |                                                             | [ 27 ] |
| 2014 | La Tirisia                                          | Canelita              | Premio Ariel al Mejor Actor de Reparto.                     |        |
| 2014 | La dictadura perfecta                               | Jefe de Seguridad     |                                                             |        |
| 2014 | Plan Sexenal                                        | Reynoso               |                                                             |        |
| 2014 | Hilda                                               | Obispo                |                                                             |        |
| 2014 | Gángster mexicano: La Leyenda del Charro Misterioso | -                     | Nominat -Diosa de Plata a Millor Actor de Repartiment.      |        |
| 2015 | 600 millas                                          | Martín                | Premi Ariel al Millor Actor de Repartiment.                 |        |
| 2015 | Un monstruo de mil cabezas                          | Portero               |                                                             |        |
| 2016 | Tenemos la carne                                    | Mariano               | Nominat -Premio Ariel al Mejor Actor.                       |        |
| 2016 | Los Inquilinos                                      | Marcelino             |                                                             |        |
| 2016 | La Habitación                                       | Valentín              | Segment: "Evocación".                                       |        |
| 2016 | Histeria                                            | Ramiro                |                                                             |        |
| 2016 | Mis Demonios Nunca Juraron Soledad                  | Cabo                  |                                                             |        |
| 2018 | Traición                                            | Capitán               |                                                             |        |
| 2018 | Ocho de Cada Diez                                   | Aurelio               | Premi Mezcal al Millor Actor i Premi Ariel al Millor Actor. | [ 25 ] |
| 2018 | Cuchillo + Corazón                                  | Luis                  |                                                             | [ 25 ] |
| 2019 | Placa de acero                                      | Narcotraficant        |                                                             |        |
| 2020 | Kokoloko                                            | Mundo                 |                                                             |        |
| 2021 | Nudo mixteco                                        | Esteban               |                                                             |        |

### Televisió
| Any  | Títol             | Paper        | Notes       | Ref.   |
| ---- | ----------------- | ------------ | ----------- | ------ |
| 2010 | Capadocia         | Roland       | Temporada 2 | [ 25 ] |
| 2011 | Fronteras         | -            |             | [ 26 ] |
| 2014 | Crónica de Castas | Miguel       | 2 episodios | [ 27 ] |
| 2016 | La Hermandad      | Pedro Castro | Temporada 1 | [ 26 ] |
| 2020 | ZeroZeroZero      | Varas        | Temporada 1 |        |
| 2022 | La Reina del Sur  |              | Temporada 3 | [ 29 ] |